# Prima Plana
Die Prima Plana waren  bei den Landsknechten diejenigen Adels- oder Patrizierfamilien entstammenden Knechte, die bei der Werbung auf das erste Blatt geschrieben wurden, während auf dem zweiten die freigeborenen Handwerker standen. Später hieß das nicht in Reih und Glied stehende Personal einer Kompanie, die Offiziere, Unteroffiziere und Spielleute so.